# 唐实鉴
唐实鉴（？—？），清朝人，是一名清朝政治人物。举人出身。
唐实鉴曾于光绪十七年五月(1891年)接替唐赞衮任延平府知府一职，光绪十八年七月(1892年)由刘传福接任。